# Escobedo (Villafufre)
Escobedo es una localidad barrio del municipio de Villafufre, en Cantabria (España). Se sitúa junto a la localidad de Iruz (Santiurde de Toranzo), en la cabecera del valle de Toranzo, a 2 kilómetros de Villafufre y a 240 metros de altitud. Tiene un total de 246 habitantes (2021). En esta localidad nació el jugador y entrenador de fútbol Laureano Ruiz en 1937 y el jugador de bolos Lucas Arenal en 1942. En Cantabria hay otra localidad con el nombre de Escobedo, situada en el municipio de Camargo.
Está constituido por los lugares o caseríos de Argomeda (unas 20 casas), Las Sarreturas (unas 15 casas y solar de los Ruiz de Villa), Ojuriego (unas 30 casas) y Trasvilla, donde hay unas 35 casas, varias blasonadas, entre ellas la llamada El Palacio, donde puede verse todavía un escudo en la fachada con las armas de Muñoz y Gamboa. También las casonas de los linajes: Muñoz de Arce, García de Ceballos y Manso de Bustillo. En Escobedo de Villafufre, se erige la Iglesia parroquial de San Pedro Apóstol, cuya construcción fue iniciada a principios del siglo XVI. Su interior alberga un retablo del siglo XVIII con tallas originales. También aquí existen varias casas de hidalgos blasonadas como la de los Gómez-Muñoz y Villa-Ceballos.
Existió un Palacio de Ceballos en Villafufre que actualmente se encuentra en la Casa de Campo de Madrid y del cual solamente queda la portalada en Villafufre. La casa de la cotera de Villafufre, al lado de la Iglesia, lleva el escudo del importante linaje Gómez de Villafufre al que pertenecieron grandes personalidades del valle de Carriedo como Procuradores, Regidores, Notarios, Religiosos y Justicia mayor del valle desde el siglo XIV.

## Historia
Se desconoce el origen exacto de la localidad pero va ligado al de su Ayuntamiento de Villafufre del que existen referencias por 1018 como Monasterio de Villa Erfuci (Villafufre), en tiempos del Rey Alfonso V, perteneciente a la abadía de Santillana.
En el Becerro de las Behetrías de Castilla de 1352, la Merindad de las Asturias de Santillana se componía de varias localidades pertenecientes al Arzobispado de Burgos y a los posteriormente llamados “nueve valles” y entre ellas figuraba Escobedo en el Valle de Carriedo como:
ESCOBEDO:
Behetría:  1 solar natural de los Arce. 
Realengo:  1 solar del Rey. 
Solariego: otros solares de hijos y nietos de Gonzalo Ruiz de Arce y de Pedro Gómez de Porres.
Hay tres labradores y solamente uno es del dicho lugar.
En el Apeo del Infante de Antequera en 1404, Pero Alfonso de Escalante era su apoderado y su oficial Mayor en las Merindades de Castilla la Vieja, Aguilar, Liébana y Pernía, Saldaña y en las Asturias de Santillana y se presentó ante los Regidores de las siguientes localidades del Valle de Carriedo: 
ESCOBEDO:
Regidores:  Domingo González, abad de Escobedo, su hermano García Pérez y Rui Gómez.
Realengo:  1 solar realengo no natural con derechos del Conde Castañeda Fdez. Manrique.
En las Respuestas Generales del Catastro de Ensenada de 1752, Escobedo era un Concejo y lugar de Realengo, con producción de trigo, maíz, alubias y prado de hierba. Había 15 molinos de una rueda, 150 bueyes, 280 vacas, 73 cabras, 170 ovejas y 10 potros. Eran unos 100 vecinos, 17 viudas y solteras y 8 habitantes no residentes, todos del estado noble y que viven en las 128 casas habitables. Se pagan anualmente 261 reales de alcabalas al Duque del Infantado. También había una taberna, un notario, seis sastres, tres carpinteros, tres curas, una estanquera de tabaco y el resto de los vecinos eran todos labradores. Siendo Antonio Manso Bustillo y Diego Pérez de Arce los encargados del censo, Juan García de Travesedo el procurador síndico y Hernando del Campo el teniente de alcalde.

## Personajes
-Laureano Ruiz Quevedo, (1937). Entrenador del F. C. Barcelona, Celta de Vigo y Racing de Santander, futbolista y escritor. Dirigió la Escuela Municipal de Fútbol de Santander.
-Lucas Arenal, (1942). Jugador de bolo palma. En 1976, fue el primer jugador en ganar los cuatro títulos oficiales en la misma temporada, ganando en individual y por parejas los campeonatos de España y Regional. Palmarés: 1 vez campeón del Mundo, 5 veces campeón de España, 4 veces campeón de Cantabria. 14 veces en la selección española. Palmarés por parejas: 1 vez campeón del Mundo. 3 veces campeón de España. 5 veces campeón de Cantabria.
-Manuel Antonio de Ceballos y Ceballos, (1717). Caballero de la Orden de Santiago en 1737. Corregidor de Madrid y Señor del Palacio de Ceballos en Villafufre.
-Antonio de Ceballos Liaño y Gómez de Villafufre, (1682), del Consejo de S.M. en la Contaduría de Hacienda. Reedificó el Palacio de Ceballos en Villafufre que por los años 1950 se trasladó a la Feria de Campo de Madrid.
-Francisco de Villa Ceballos y Rodríguez, Fernández Ceballos y Rebollar-Ceballos, (1660). Caballero de la Orden de Calatrava en 1692. con el Exp.2798. De quien descienden los Marqueses de Torrefranca y los Barones de Adzaneta y Carricola.
- Francisco Manso de Ceballos y Gómez de Obregón, (1638). Caballero de la Orden de Santiago en 1684 con Exp.4855 y Corregidor del Castillo de Castilnovo.
- Ignacio Manso de Bustillo, (<1710). Secretario del Rey y su Contador de resultas en el Tribunal de la Contaduría Mayor de Cuentas en 1761. Testamentario de la Reina Mariana Neoburgo en 1740. Grefier de la Casa y Veedor y Contador de las Reales Caballerizas del Serenísimo Señor Infante don Felipe en 1750.
-Carlos Antonio del Mazo y Gómez de Villafufre,(1751). Obtuvo R.P. Hidalguía, en 1789. Fue Capitán y cabildante de Quito (Ecuador) en 1790, Regidor y fiel ejecutor de la ciudad de 1792 a 1794, Colector general de rentas Reales en 1793 y alcalde ordinario del primer voto en 1794.
-Juan Francisco Gómez de Villafufre y Gómez de Arce, (1727).Teniente de Caballería de la Guardia del Virrey en Lima. Alcalde Ordinario de la ciudad de Cuenca (Ecuador) en 1.757, Capitán de Milicias en 1.758 y alcalde provisional de la Santa Hermandad de Cuenca en 1771. Gobernador de la Misión de Maynas en 1773 por el Rey Carlos III de España.
-Juan Félix Manzano Sagarra y Muñoz Gamboa. Ministro de hacienda en 1710. Caballero de Santiago en 1668, juez elector del valle de Carriedo en 1685 y ayuda de cámara de Carlos II. Nieto de Francisco Muñoz Gamboa de quien heredó la casa torre del lugar de Trasvilla en Escobedo del valle de Carriedo.